# Wahlen zur Chamber of Commerce, Industry and Agriculture in den Neuen Hebriden 1963
Wahlen zur Chamber of Commerce, Industry and Agriculture in den Neuen Hebriden (en.: Elections to the Chamber of Commerce, Industry and Agriculture; New Hebridean election 1963, französisch Élections à la Chambre de commerce, d'industrie et d'agriculture de 1963 aux Nouvelles-Hébrides) wurden erstmals 1963 in den Neuen Hebriden durchgeführt. Insgesamt waren dies die ersten Wahlen in der Geschichte des Territoriums.

## Hintergrund
Ein Advisory Council wurde bereits 1958 eingerichtet, wobei dort alle Mitglieder ernannt wurden. Eine Chamber of Commerce, Industry and Agriculture mit 20 Mitgliedern wurde 1963 eingerichtet. 12 Mitglieder wurden von den britischen und den französischen Resident Commissioners ernannt (acht aus der eingeborenen Bevölkerung und vier Europäer) und acht gewählte europäische Mitglieder, vier aus dem landwirtschaftlichen Sektor und vier aus dem Handels- und Industri-Sektor. Das Stimmrecht war beschränkt auf Personen mit einer Trading Licence (Handelslizenz) und nur etwa 230 Personen – hauptsächlich Europäer – waren überhaupt wählbar.

## Wahlergebnisse
| Gruppe                                       | Mitglied            |
| -------------------------------------------- | ------------------- |
| Gewählte Europäer Landwirtschaft             | Gabriel des Granges |
| Gewählte Europäer Landwirtschaft             | J. Ratard           |
| Gewählte Europäer Landwirtschaft             | H. Russet           |
| Gewählte Europäer Landwirtschaft             | K. Solway           |
| Gewählte Europäer Handel & Industrie         | J. Chauveau         |
| Gewählte Europäer Handel & Industrie         | L. Leca             |
| Gewählte Europäer Handel & Industrie         | G. Meyer            |
| Gewählte Europäer Handel & Industrie         | J. Stegler          |
| Ernannte Europäer Landwirtschaft             | P. Lutgen           |
| Ernannte Europäer Landwirtschaft             | G. Seagoe           |
| Ernannte Europäer Handel & Industrie         | D.J. Gubbay         |
| Ernannte Europäer Handel & Industrie         | J. Villemont        |
| Ernannte Einheimische                        | Ati                 |
| Ernannte Einheimische                        | André Carlot        |
| Ernannte Einheimische                        | Frank               |
| Ernannte Einheimische                        | Garae               |
| Ernannte Einheimische                        | John Kalsakau       |
| Ernannte Einheimische                        | Jean-Marie Léyé     |
| Ernannte Einheimische                        | Tom Tipoloamata     |
| Ernannte Einheimische                        | To                  |
| Quelle: Pacific Islands Monthly. nla.gov.au. |                     |

## Auswirkungen
Die Chamber trat erstmals am 14. Juni in Port Vila zusammen und beide Resident Commissioners hielten eine Rede.
1964 wurde das Advisory Council umgestaltet, um dort ebenfalls vier Mitglieder aufzunehmen, welche von der Chamber of Commerce, Industry and Agriculture gewählt wurden (2 britische und 2 französische) und vier Gewählte aus den vier District Councils. Guichard, Leca (franz.), Seagoe und Solway (brit.) wurden von der Chamber gewählt, während John Kalsakau (Central 1), Joseph d’Uripiv (Central 2), Michael Ala (Northern) und Jean-Marie Léyé (Southern) von den District Councils gewählt wurden.